# Paraliochthonius johnstoni
Paraliochthonius johnstoni är en spindeldjursart som först beskrevs av Chamberlin 1923.  Paraliochthonius johnstoni ingår i släktet Paraliochthonius och familjen käkklokrypare. Inga underarter finns listade i Catalogue of Life.